# Giao hưởng dang dở
Trong nghệ thuật, không ít tác phẩm đã bị bỏ dở giữa chừng. Trong nhạc cổ điển cũng vậy, có khà nhiều bản giao hưởng đã không được hoàn chỉnh (đáng ra chúng được 4 chương hoàn chỉnh, nhưng chúng không được toàn vẹn như vây, trừ là ý đồ của tác giả, như trường hợp giao hưởng số 5 và số 7 của Jean Sibelius). Trong số các tác phẩm, có bản được hoàn chỉnh bởi những người còn sống, có những bản thì không biết bao giờ mới kết thúc số phận dở dang của mình. Việc các bản giao hưởng này bị bỏ dở thì cũng khá nhiều lý do, chủ yếu là sức khỏe, bệnh tật. Cũng có khá nhiều dạng bỏ dở, có bản thì không được tác giả phối dàn nhạc giao hưởng, có bản thì dù phối dàn nhạc cũng chấp nhận chỉ có vậy, không thể hơn được, có bản tưởng chừng dở dang nhưng cuối cùng tìm được tổng phổ hoàn chỉnh. Điều đáng chú ý là khá nhiều sự dở dang lại được gây ra bởi hội chứng giao hưởng số 9.

## Một số trưởng hợp nổi tiếng
- Ludwig van Beethoven đã muốn viết giao hưởng số 10, nhưng ông chỉ có thể phác thảo nó mà nhờ đó Barry Cooper đã hoàn thành nó.
- Franz Schubert đã không phối dàn nhạc cho bản giao hưởng số 7 của mình. Việc này chỉ được thực hiện bởi John Francis Barnett, Felix Weingartner, Brian Newbould và một số người khác[1].
- Giao hưởng số 8 cũng của Schubert không chỉ khiến người ta nuối tiếc về sự dở dang của nó mà còn tạo ra sự khó hiểu đối với những ai yêu âm nhạc cổ điển.
- Lại thêm giao hưởng số 10 của Schubert. Có lẽ ít ai lại bất hạnh về thể loại này như Schubert. Ông chỉ có thể phác thảo nó đúng 3 chương.
- Bản giao hưởng số 2 của Norbert Burgmüller chỉ có 2 chương là hoàn thiện. Phần còn lại là nhờ công của Robert Schumann. Schumann cũng cho nó công diễn lần đầu tiên.
- Anton Bruckner cũng chỉ có thể hoàn thành 3 chương và phác thảo chương 4 của giao hưởng số 9.
- Alexander Borodin chỉ hoàn thành được hai chương của giao hưởng số 3, nhưng may mắn là nó được hoàn thiện bởi Alexander Glazunov.
- Giao hưởng Roma của Georges Bizet, đôi khi được coi là dang dở, nhưng không hẳn vậy, vì phiên bản mới nhất của bản giao hưởng này được xuất bản vào năm 1880 và nó là một tác phẩm hoàn chỉnh.
- Giao hưởng số 7 của Pyotr Ilyich Tchaikovsky đã bị chính cha đẻ của mình lãng quên và chỉ được biết đến nhờ Semyon Bogatyrev đã xuất bản.
- Edward Elgar cũng đành chỉ phác thảo giao hưởng số 3 của mình. Nó chỉ được hoàn thiện bởi Anthony Payne.
- Gustav Mahler tưởng chừng như đã bỏ dở giao hưởng số 10 của ông. Nhưng Deryck Crooke đã tìm được tổng phổ hoàn chỉnh và tác phẩm được biểu diễn trọn vẹn vào năm 1964 tại London[2].
- Carl Nielsen bỏ dở bản giao hưởng cung Fa trưởng.
- Bản giao hưởng số 8 của Jean Sibelius còn rơi vào số phậm thảm thương vì có lẽ nó bị hủy bởi chính cha đẻ của nó.
- Giao hưởng số 3 của Wilhelm Stenhammar cũng chỉ được ông hoàn thành chương 1 và phác thảo 3 chương còn lại.
- Giao hưởng số 2 của Ernest John Moeran chỉ có thể được phác thảo cả bốn chương vào năm ông qua đời, 1950.
- Giao hưởng số 11 của Eduard Tubin cùng chung số phận với nhiền bản khác khi Tubin chỉ hoàn thành chương 1 và viết được mười ô nhịp đầu tiên của chương 2.
- Giao hưởng số 7 của Richard Arnell chỉ được kịp phác thảo vào năm ông ra đi, 2009.
- Alfred Schnittke chỉ bắt đầu viết bản giao hưởng số 9 khi chỉ còn cách cái chết 2 năm (ông mất năm 1998)
- Trong các năm 1991-1992, Boudewijn Buckinx đã sáng tác chín bản giao hưởng không hoàn chỉnh (tất cả đều được trình diễn vào năm 1993)[3].